# Rio Halogoş
O Rio Halogoş é um rio da Romênia, afluente do Târnava Mică, localizado no distrito de Mureş.